# Richard Walpole
Richard Walpole (1728-1798) est un homme politique britannique qui siège à la Chambre des communes de 1768 à 1784.

## Biographie
Il est né le 5 décembre 1728, fils de Horatio Walpole (1er baron Walpole) de Wolterton Hall et de son épouse Mary Magdalen Lombard. Il est capitaine d'un Indiaman jusqu'en 1758. Il épouse Margaret Vanneck, fille de Joshua Vanneck 1er baronnet, le 22 novembre 1757. Il est ensuite banquier et rejoint la société londonienne Cliff, Walpole et Clarke. En 1763, il est agent de l'opposition de Clive et de la Compagnie des Indes orientales dans la création de qualifications de vote.
En 1763, son frère Thomas Walpole le propose au duc de Newcastle comme candidat à un poste vacant à Lewes, mais il ne se présente pas. En 1768, il est élu sans opposition en tant que député de Great Yarmouth un arrondissement sous contrôle de sa famille. Il est réélu pour Great Yarmouth après un scrutin en 1774 et réélu en 1780. Il ne se représente pas en 1784.
Il est décédé le 18 août 1798.